# Arthur Cayley

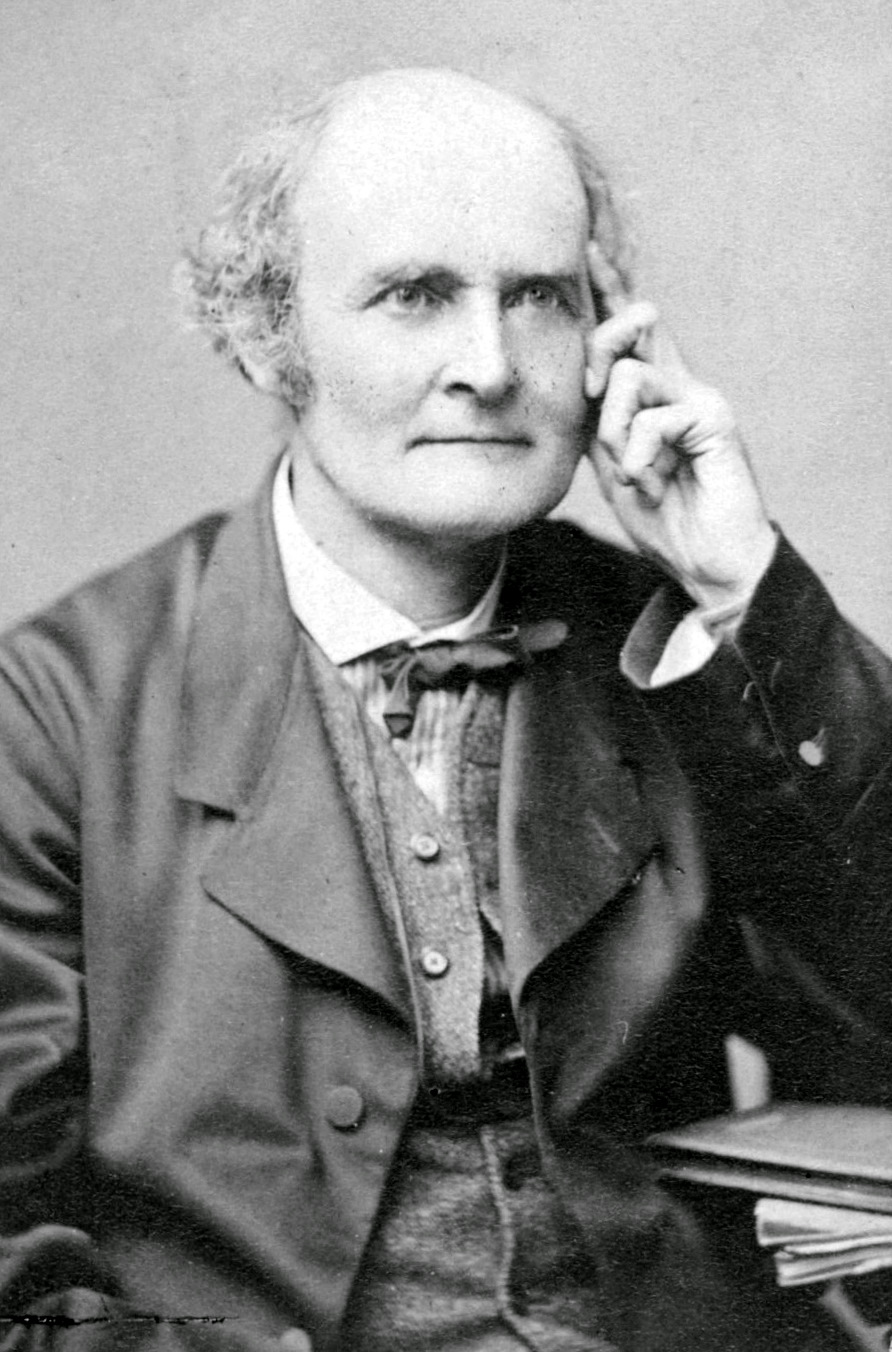
Arthur Cayley

Arthur Cayley (ur. 16 sierpnia 1821 w Richmond, hrabstwo Surrey; zm. 26 stycznia 1895 w Cambridge) – angielski matematyk i prawnik, profesor uniwersytetu w Cambridge (od 1863), członek Towarzystwa Królewskiego w Londynie, Akademii Nauk w Petersburgu i członek zagraniczny Królewskiej Holenderskiej Akademii Sztuk i Nauk. Laureat Medalu Copleya (1882).
Zajmował się algebrą, geometrią algebraiczną, analizą i kombinatoryką. Opisał m.in. oktoniony, twierdzenie Cayleya-Hamiltona, pierwszą aksjomatyczną definicję grupy oraz twierdzenia Cayleya; współtwórca teorii wyznaczników. Upamiętniają go nazwy tablic Cayleya, grafów Cayleya i konstrukcji Cayleya-Dicksona, a oktoniony bywają nazywane oktawami Cayleya, mimo że nie opisał ich jako pierwszy. Badał też równania różniczkowe, funkcje eliptyczne i opracował metodę wyznaczania liczby izomerów związków organicznych. Zajmował się także astronomią i astrofizyką.

## Życiorys
W roku 1838 rozpoczął studia w Trinity College na Uniwersytecie Cambridge.